# Soiuz (asociație)
Soiuz (în ucraineană Союз), în traducere Unirea, a fost prima asociație studențească ucraineană din Cernăuți (1875-1903, 1905-1922), care i-a grupat pe studenții ucraineni din Bucovina cu opinii sociale și politice moderate.
Numărul membrilor "Uniunii" a crescut de la 50 (în 1913) la 100 (în 1919).
"Uniunea" a organizat și condus activități culturale, educative și publicistice ("Almanahul Bucovinean" în 1885 și almanahuri ale "Uniunii" în perioadele 1875-1903 și 1903-1910).
Președinții asociației au fost: D. Vințkovski (1875-1879), Ștefan Smal-Stocki (1879-1883), Oleksandr Kolessa (1891-1894), P. Klim, T. Halit, Iu. Tevtul, V. Buțura și alții.
Asociația a fost interzisă de autoritățile române în 1922, când membrii săi au intrat întâi în comunitatea academică "Sici" și în 1923 în asociația Ciornomore. 